# Steve Stone
Steven Brian Stone (Gateshead, 1971. augusztus 20. –) angol válogatott labdarúgó.
Az angol válogatott tagjaként részt vett az 1996-os Európa-bajnokságon.